# Резьбовое соединение тип Т
Резьбово́е соедине́ние тип Т (англ. T-mount, T-thread, T-adapter, T-400) — стандарт крепления объективов к малоформатным однообъективным зеркальным фотоаппаратам, а также для присоединения к камерам других устройств, чаще всего микроскопов при микрофотографии и телескопов при астрофотографии.
Разработан японской фирмой «Tamron» в 1957 году для однообъективных зеркальных фотоаппаратов собственного производства, отсюда и аббревиатура «Т».
Современный стандарт резьбового соединения типа «Т» — «Т2» (англ. T2-mount, T2-thread, T2-adapter) предусматривает резьбу «М42×0,75» на оправе объектива и рабочий отрезок 55 мм. В первоначальном варианте — «Т» резьба была «М37×0,75» с меньшим рабочим отрезком — 50,2 мм. Диаметр М42 появился в 1962 году. На сегодняшний день «T-mount» ассоциируется с резьбой «М37×0,75/50,2», а «T2-mount» — с «М42×0,75/55». Из-за не распространённости и отсутствия на рынке устаревшего варианта «T-mount» часто им ошибочно называют несколько большее крепление «T2-mount». Резьбовое соединение типов «Т» и «Т2» — исключительно механическая спецификация, электрические или механические связи (например, автофокус) объектива с фотокамерой не предусмотрены. Фирма «Sigma» выпускала на основе типа «Т» крепление «YS Mount» с автоматическим приводом диафрагмы.
Не следует путать «T-mount» с резьбовым соединением «M42×1», применяющимся на многих однообъективных зеркальных фотоаппаратах, в том числе и на советских камерах «Зенит».
Поскольку рабочий отрезок резьбового соединения тип «Т» самый большой (55 мм) из всех известных креплений объективов к фотоаппаратам с 35-мм фотоплёнкой, с помощью соответствующих переходников объективы «T-mount» могут быть установлены практически на любые малоформатные фотоаппараты со сменной оптикой. Для установки объективов с креплением «T-mount» выпускаются адаптеры «Т2» (T2-rings). Адаптер состоит из двух колец, внутреннее имеет резьбу «М42×0,75», в него вкручивается объектив серии «Т». Наружное кольцо имеет крепление для соответствующего фотоаппарата, например «байонет K», «байонет F» (в советской технике назывался байонет «Н») или другие. Толщина адаптера определяется разностью рабочих отрезков, например, для «байонета F» {\displaystyle 55-46,5=8,5} мм, а для резьбы «M42×1»: {\displaystyle 55-45,5=9,5} мм.
Два кольца могли проворачиваться относительно друг друга, что необходимо для правильной ориентации шкал на оправе объектива, затем стопорились обычно тремя винтами.
Кроме крепления объективов к фотоаппаратам, разновидности «T2-mount» применяются для присоединения к микроскопам и телескопам различных оптических приборов. Для этого нужно два адаптера. Например, у микроскопа вместо 1,25-дюймового окуляра вставляется «1,25»-Т2-адаптер для микрофотографии, а к нему присоединяется фотоаппарат с установленным на нём системным адаптером на «Т2», например «М42×1-Т2» или «Sony-A-Т2». Так же обстоят дела и с телескопами.

## Советский адаптер «А»
В СССР выпускались объективы для малоформатных однообъективных зеркальных фотоаппаратов, имеющие в названии букву «А». Унифицированный хвостовик объектива (например, с резьбой «М42×1») снимался (три крепящих винта входили в проточенный, перпендикулярно оси, паз типа «ласточкин хвост» оправы объектива). Устанавливался другой хвостовик «А» с другим креплением к камере (резьба «М39×1», «байонет К», «байонет F»). Хвостовики шли в комплекте с объективом. В продаже имелся отдельно выпускаемый хвостовик «А» — адаптер «КП-А/Н» под никоновский «байонет F» для фотоаппаратов «Киев».

### Советские объективы с адаптером «А»
«Юпитер-37А»,, «Юпитер-11А»,, «Мир-1А», «Мир-10А»,, «ЗМ-5А», «ЗМ-6А», «МТО-500А», «МТО-1000А», «МТО-1000АМ», «МТО-11», «МТО-11СА», «Таир-11А», «Таир-3А» и другие.

### Сравнение с креплениями других производителей
| Название                       | Рабочий отрезок, мм              | Диаметр, мм                | Размер кадра                    | Тип                                                        | Годы производства                     |
| ------------------------------ | -------------------------------- | -------------------------- | ------------------------------- | ---------------------------------------------------------- | ------------------------------------- |
| Mamiya RB                      | 112,0                            | ?                          | 6×7 см                          | байонет с замком на объективе                              | ?                                     |
| Mamiya RZ                      | 105,0                            | ?                          | 6×7 см                          | байонет с замком на объективе                              | ?                                     |
| Rolleiflex SL66                | 102,8                            | ?                          | 6×6 см                          | байонет                                                    | 1966—1992                             |
| Bronica                        | 101,7                            | 57                         | 6×6 см                          | байонет с многозаходной резьбой                            | ?                                     |
| Pentax 67                      | 84,95                            | ?                          | 6×7 см                          | наружный и внутренний байонет                              | ?                                     |
| Bronica GS1                    | ?                                | ?                          | 6×7 см                          | байонет                                                    | 1983—2002                             |
| Байонет В                      | 82,1                             | 60                         | 6×6 см                          | байонет с трёхзаходной резьбой                             | С 1957 года                           |
| Kowa Six / Super 66            | 79                               | ?                          | 6×6 см                          | накидное кольцо                                            | 1968—1974                             |
| Hasselblad 500/2000            | 74,9                             | ?                          | 6×6 см                          | байонет                                                    | —                                     |
| Байонет Б                      | 74,0                             | 60                         | 6×6 см                          | байонет с накидным кольцом                                 | С 1957 года                           |
| Rolleiflex SLX                 | 74                               | 75                         | 6×6 см                          | четырёхлепестковый байонет                                 | С 1976 года                           |
| Pentax 645                     | 70,87                            | ?                          | 6×4,5 см                        | байонет                                                    | —                                     |
| Mamiya 645                     | 63,3                             | ?                          | 6×4,5 см                        | байонет                                                    | С 1975 года                           |
| Leica Visoflex                 | 62,5                             | ?                          | 24×36 мм                        | байонет                                                    | 1935—1984                             |
| Hasselblad H                   | 61,63                            | ?                          | 6×4,5 см                        | байонет                                                    | ?                                     |
| Leica S                        | ?                                | ?                          | 54×45 мм                        | байонет                                                    | С 2008 года                           |
| T2-mount («М42×0,75»)          | 55                               | 42                         | 24×36 мм                        | резьба                                                     | С 1962 года — современный вид T-mount |
| Topcon UV                      | 55                               | ?                          | 24×36 мм                        | байонет                                                    | c 1964 года                           |
| T-mount («М37×0,75»)           | 50,2                             | 37                         | 24×36 мм                        | резьба                                                     | 1957-1962                             |
| Praktina                       | 50                               | 46                         | 24×36 мм                        | накидное кольцо                                            | c 1952 года                           |
| Icarex                         | 48                               | ?                          | 24×36 мм                        | накидное кольцо                                            | 1966—1971                             |
| Байонет Contax N               | 48                               | ?                          | 24×36 мм                        | байонет                                                    | с 2001                                |
| Байонет Ц (Зенит-4)            | 47,58                            | 47                         | 24×36 мм                        | Вариант байонета DKL                                       | 1964—1968                             |
| Байонет Leica R                | 47,0                             | ?                          | 24×36 мм                        | байонет                                                    | С 1964 года                           |
| Байонет Nikon F                | 46,5                             | 44                         | 24×36 мм                        | трёхлепестковый байонет                                    | С 1959 года                           |
| Olympus OM                     | 46                               | ?                          | 24×36 мм                        | трёхлепестковый байонет с замком на объективе              | 1972—2002                             |
| Contarex                       | 46                               | ?                          | 24×36 мм                        | трёхлепестковый байонет                                    | 1958—1966                             |
| Rolleiflex SL35                | 45,6                             | ?                          | 24×36 мм                        | трёхлепестковый байонет                                    | ?                                     |
| Байонет Contax-Yashica         | 45,5                             | 48                         | 24×36 мм                        | трёхлепестковый байонет                                    | 1975—?                                |
| Байонет K                      | 45,5                             | 48,5                       | 24×36 мм                        | трёхлепестковый байонет                                    | С 1976 года                           |
| Altix                          | 45,5 наружный; 42,5 внутренний   | ?                          | 24×36 мм                        | накидное кольцо                                            | 1939—1959                             |
| Mamiya E/EF (ZE/CS)            | 45,5                             | 49                         | 24×36 мм                        | байонет                                                    | С 1980 года                           |
| Pentina                        | 45,5                             | ?                          | 24×36 мм                        | накидное кольцо                                            | С 1960 года                           |
| M42×1                          | 45,5                             | 42                         | 24×36 мм                        | резьба                                                     | С 1948 года                           |
| M37×1                          | 45,46                            | 37                         | 24×36 мм                        | резьба                                                     | c 1939                                |
| Зенит                          | 45,2                             | 39                         | 24×36 мм                        | резьба                                                     | 1953—1967                             |
| Exakta                         | 44,7                             | 38                         | 24×36 мм                        | Трёхлепестковый байонет                                    | —                                     |
| Байонет DKL                    | 44,7                             | 47                         | 24×36 мм                        | Включает центральный затвор и привод регулировки диафрагмы | С 1957 года                           |
| Байонет А (Minolta A / Sony α) | 44,50                            | 49.7                       | 24×36 мм                        | трёхлепестковый байонет                                    | С 1986 года                           |
| Rolleiflex SL35                | 44,46                            | —                          | 24×36 мм                        | байонет                                                    | 1970—1998                             |
| Praktica B                     | 44,40                            | 48,5                       | 24×36 мм                        | байонет                                                    | С 1980 года                           |
| M40×1                          | 44                               | 40                         | 24×36 мм                        | резьба                                                     | 1938—1947                             |
| Canon EF                       | 44                               | 54                         | 24×36 мм                        | трёхлепестковый байонет                                    | С 1987 года                           |
| Canon EF-S                     | 44                               | 54                         | 22,2×14,8 мм                    | трёхлепестковый байонет                                    | С 2004 года                           |
| Байонет Sigma SA               | 44                               | 44                         | 24×36 мм                        | байонет                                                    | С 1992 года                           |
| Байонет Киев-Автомат           | 44,0                             | 41                         | 24×36 мм                        | байонет                                                    | 1965—1985                             |
| Minolta SR/MC/MD               | 43,50                            | ?                          | 24×36 мм                        | трёхлепестковый байонет                                    | 1958—2001                             |
| Fujica X                       | 43,5                             | ?                          | 24×36 мм                        | трёхлепестковый байонет                                    | ?                                     |
| Petriflex                      | 43,5                             | ?                          | 24×36 мм                        | накидное кольцо                                            | С 1963 года                           |
| en:Rectaflex Rectaflex         | 43,4                             | ?                          | 24×36 мм                        | байонет                                                    | 1947—1958                             |
| M41,2x1                        | 42,05                            | 41,2                       | 24×36 мм                        | резьба                                                     | С 1947 года                           |
| Байонет Д                      | 42,0                             | 40,5                       | 24×36 мм                        | накидное кольцо                                            | С 1965 года                           |
| Canon R                        | 41,9                             | 48                         | 24×36 мм                        | накидное кольцо                                            | 1959—1964                             |
| Canon FL                       | 41,9                             | 48                         | 24×36 мм                        | накидное кольцо                                            | 1964—1971                             |
| Canon FD                       | 41,9                             | 48                         | 24×36 мм                        | накидное кольцо                                            | 1971—1990                             |
| Canon FDn                      | 41,9                             | 48                         | 24×36 мм                        | байонет                                                    | 1978—1990                             |
| Байонет Miranda                | 41,5                             | 44                         | 24×36 мм                        | четырёхлепестковый байонет с резьбой 44×1                  | 1954-1974                             |
| Konica F                       | 40,5                             | 40                         | 24×36 мм                        | байонет                                                    | 1960—1963                             |
| Konica AR                      | 40,5                             | ?                          | 24×36 мм                        | байонет                                                    | 1965—1988                             |
| Стандарт 4:3                   | 38,67                            | 50                         | 17,3×13 мм                      | байонет                                                    | С 2003 года                           |
| Alpa                           | 37,8                             | 48                         | 24×36 мм                        | байонет                                                    | —                                     |
| Hasselblad XPan                | 34,27                            | ?                          | 24×65 мм                        | байонет                                                    | c 1998 года                           |
| Байонет Contax-Киев RF         | 34,85 наружный; 31,85 внутренний | 49 наружный; 36 внутренний | 24×36 мм                        | наружный и внутренний байонет                              | 1932—1985                             |
| Байонет Contax G               | 28,95                            | ?                          | 24×36 мм                        | байонет                                                    | 1994—2005                             |
| Olympus Pen F                  | 28,95                            | ?                          | 24×18 мм                        | байонет                                                    | С 1963 года                           |
| M39×1/28,8                     | 28,8                             | 39                         | 24×36 мм                        | резьба                                                     | 1932—1995                             |
| Нарцисс                        | 28,8                             | 24                         | 14×21 мм                        | резьба                                                     | 1961—1965                             |
| Байонет Leica M                | 27,8                             | ?                          | 24×36 мм                        | четырёхлепестковый байонет                                 | С 1954 года                           |
| M39×1/27,5                     | 27,5                             | 39                         | 18×24 мм                        | резьба                                                     | 1967—1974                             |
| Байонет 110                    | 27                               | ?                          | 17×13 мм                        | байонет                                                    | С 1978 года                           |
| Байонет Fujifilm G             | 26,7                             | ?                          | 32,9×43,8 мм                    | байонет                                                    | С 2017 года                           |
| Samsung NX                     | 25,5                             | 42                         | 23,4×15,6 мм                    | байонет                                                    | С 2010 года                           |
| Canon RF                       | 20                               | 54                         | 24×36 мм                        | байонет                                                    | С 2018 года                           |
| Байонет L                      | 20                               | 51,6                       | 24×36 мм                        | байонет                                                    | С 2014 года                           |
| Микро 4:3 (Micro Four Thirds)  | 19,25                            | 44                         | 17,3×13 мм                      | байонет                                                    | С 2008 года                           |
| Canon EF-M                     | 18                               | 47                         | 22,3×14,9 мм                    | байонет                                                    | С 2012 года                           |
| Байонет E (Sony NEX)           | 18                               | 46,1                       | 24×36 мм                        | байонет                                                    | С 2010 года                           |
| Fujifim X                      | 17,7                             | 40,6                       | 23,6×15,6 мм                    | байонет                                                    | С 2012 года                           |
| Nikon 1                        | 17                               | ?                          | 13,2×8,8 мм                     | байонет                                                    | 2011—2018                             |
| Байонет Nikon Z                | 16                               | 55                         | 24×36 мм                        | четырёхлепестковый байонет                                 | С 2018 года                           |
| Pentax Q                       | 9,2                              | ?                          | 6,17×4,55 мм; 7,44×5,58 мм (Q7) | байонет                                                    | С 2011 и 2013 года                    |
| Samsung NX-M                   | 7,3                              | ?                          | 13,2×8,8 мм                     | байонет                                                    | ?                                     |